# Pleotomodes needhami
Pleotomodes needhami är en skalbaggsart som beskrevs av Green 1948. Pleotomodes needhami ingår i släktet Pleotomodes och familjen lysmaskar. Inga underarter finns listade i Catalogue of Life.